# Kocmyrzów-Luborzyca (gemeente)

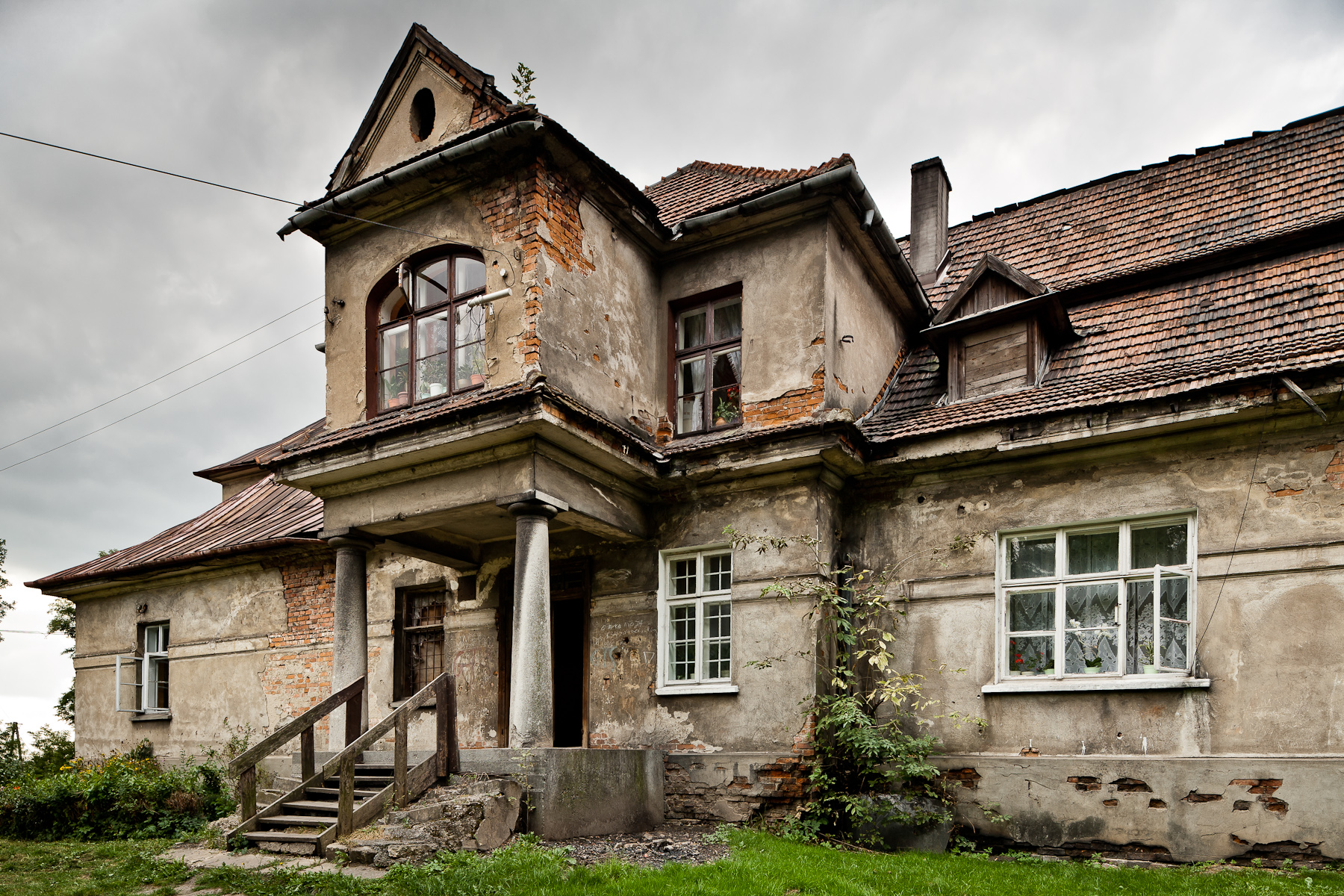
Monumentaal huis in Baranówka

De gemeente Kocmyrzów-Luborzyca is een landgemeente in het Poolse woiwodschap Klein-Polen, in powiat Krakowski.
De zetel van de gemeente is in Luborzyca.
Op 30 juni 2004 telde de gemeente 13 046 inwoners.

## Oppervlaktegegevens
In 2002 bedroeg de totale oppervlakte van gemeente Kocmyrzów-Luborzyca 82,53 km², waarvan:
- agrarisch gebied: 87%
- bossen: 5%

De gemeente beslaat 6,71% van de totale oppervlakte van de powiat.

## Demografie
Stand op 30 juni 2004:
| Omschrijving                   | Totaal | Totaal | Vrouwen | Vrouwen | Mannen | Mannen |
| ------------------------------ | ------ | ------ | ------- | ------- | ------ | ------ |
| eenheid                        | aantal | %      | aantal  | %       | aantal | %      |
| inwoners                       | 13 046 | 100    | 6668    | 51,1    | 6378   | 48,9   |
| bevolkingsdichtheid (inw./km²) | 158,1  | 158,1  | 80,8    | 80,8    | 77,3   | 77,3   |

In 2002 bedroeg het gemiddelde inkomen per inwoner 1039,63 zł.

## Administratieve plaatsen (sołectwo)
Baranówka, Czulice, Dojazdów, Głęboka, Goszcza, Goszyce, Karniów, Kocmyrzów, Krzysztoforzyce, Luborzyca, Łosośkowice, Łuczyce, Maciejowice, Marszowice, Pietrzejowice, Prusy, Rawałowice, Sadowie, Skrzeszowice, Sulechów, Wiktorowice, Wilków, Wola Luborzycka, Wysiółek Luborzycki, Zastów.

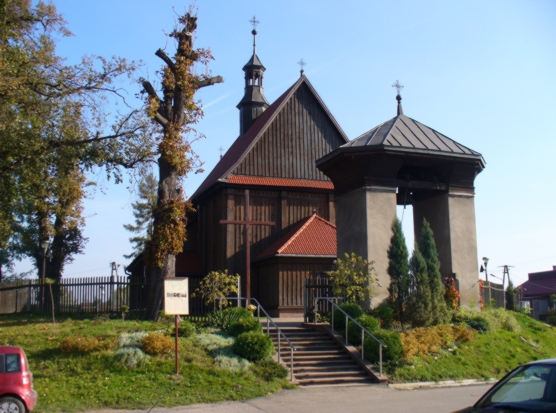
Czulice
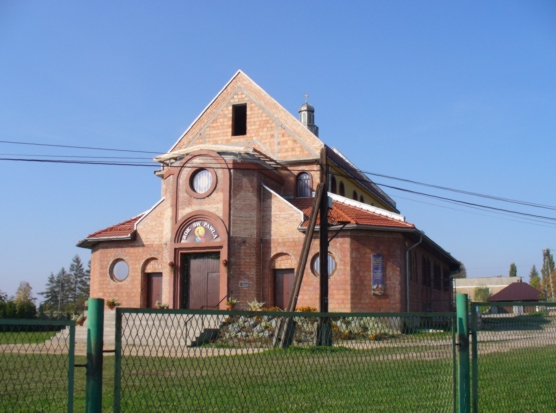
Prusy

## Aangrenzende gemeenten
Iwanowice, Koniusza, Kraków, Michałowice, Słomniki
- Virtual International Authority File: 38145304727678610090